# Архангельський Олександр Семенович
Олександр Архангельський (24 липня 1854, Пенза — 24 квітня 1926, Москва) — вчений Російської імперії, що досліджував старовинну білоруську та українську літературу.
Письменник, літературознавець, педагог, філолог, професор, член-кореспондент Імператорської академії наук (1904).

## Життєпис
Олександр Архангельський народився 24 липня 1854 в сім'ї священника в Пензі.
Початкову освіту здобув у Пензенській духовній семінарії.
У 1872 вступив до Казанського університету, після закінчення у 1876 деякий час був учителем Симбірської гімназії, але незабаром був відправлений на державний рахунок у Москві для архівних занять.
У 1882 за дослідження «Ніл Сорський та Васіян Патрікеєв, їхні літературні твори та ідеї в Давній Русі» (Санкт-Петербург, 1882) здобув ступінь магістра з літератури в Казанському університеті і був обраний доцентом університету.
У 1884 призначений надзвичайним професором.
Архангельський брав активну участь у створенні Енциклопедичного словника Бракгауза та Ефрона.
Помер 24 квітня 1926 року в Москві у віці 71-го року.

## Наукова діяльність
Основні твори присвячені давньоруській літературі, українській та білоруській літературі XIX століття, театру XVII–XVIII століть.
У книзі «Нариси історії західноруської літератури XVI—XVII ст.» (1888) досліджує білоруську літературу.
Архангельський розглядав боротьбу проти католицизму на білоруських та українських землях, історію церковних братств (у Вільнюсі, Гродно, Могильові, Бресті, Мінську, Орші, Пінську та інших містах) та книгодрукування серед слов'ян (від Швейпольта Фіоля та Франциска Скорини), наводив список білоруських книг 14 —16 ст.
На тлі політичної, соціальної, культурної та релігійної боротьби того часу досліджував твори полемічної літератури (« Апокриф» Христофора Філалета, «Фрінас» Мелетія Смотрицького «Палінодію» З. Копистенського, «Пересторогу» невідомого автора) західноруських проповідників, книги навчального характеру (Л. Зизанія, П. Беринди, М. Смотрицького).